# New Strawn (Kansas)
New Strawn é uma cidade localizada no estado americano de Kansas, no Condado de Coffey.

## Demografia
Segundo o censo americano de 2000, a sua população era de 425 habitantes.
Em 2006, foi estimada uma população de 407, um decréscimo de 18 (-4.2%).

## Geografia
De acordo com o United States Census Bureau tem uma área de
2,3 km², dos quais 2,2 km² cobertos por terra e 0,1 km² cobertos por água. New Strawn localiza-se a aproximadamente 336 m acima do nível do mar.

## Localidades na vizinhança
O diagrama seguinte representa as localidades num raio de 24 km ao redor de New Strawn.